# Marcel Vuillerme
Marcel Vuillerme, né le 30 avril 1892 à Valfin-lès-Saint-Claude et mort le 21 juin 1956 à Saint-Claude, est un ingénieur français du domaine aéronautique, pionnier des avions et hélicoptères.

## Distinctions
- Chevalier de la Légion d'honneur (décret du 2 décembre 1920)[2]